# Мерсер (округ, Нью-Джерси)
Округ Мерсер (англ. Mercer County) — округ штата Нью-Джерси, США. Согласно переписи населения 2000 года, в округе Мерсер проживало 350 761 человек. По оценке Бюро переписи населения США, к 2008 году население увеличилось на 4,0%, до 364 883 человек. Мерсер официально является частью Нью-Йоркской агломерации и Долины Делавэра (англ. Delaware Valley), поскольку находится в окрестностях Нью-Йорка и Филадельфии. В городе Трентон располагается административный центр округа. Крупнейший населённый пункт округа - Гамильтон.